# Psectrocladius dorsalis
Psectrocladius dorsalis är en tvåvingeart som beskrevs av Jean-Jacques Kieffer 1909. Psectrocladius dorsalis ingår i släktet Psectrocladius och familjen fjädermyggor.
Artens utbredningsområde är Tyskland. Inga underarter finns listade i Catalogue of Life.